# Landschaftsschutzgebiet Oberes Kesselbachtal
Das Landschaftsschutzgebiet Oberes Kesselbachtal mit 109,1 ha Flächengröße liegt um Herblinghausen im Stadtgebiet von Sundern im Hochsauerlandkreis. Es wurde 1993 mit dem Landschaftsplan Sundern durch den Kreistag des Hochsauerlandkreises erstmals mit dem Namen Landschaftsschutzgebiet Oberes Frenkhauser Bachtal westlich von Herblinghausen als Landschaftsschutzgebiet (LSG) mit einer Flächengröße von 81,1 ha ausgewiesen. Bei der Neuaufstellung des Landschaftsplanes Sundern wurde es mit verändertem Namen als Landschaftsschutzgebiet vom Typ C, Wiesentäler und bedeutsames Extensivgrünland, erneut ausgewiesen und deutlich vergrößert. Mehrere Bauernhöfe liegen wie Inseln im LSG, zu welchem sie nicht gehören. Das LSG reicht im Osten bis zur Stadtgrenze und gehört zum Naturpark Sauerland-Rothaargebirge.

## Beschreibung
Das LSG umfasst Grünlandflächen im Talraum des Kesselbachs. Das Grünland im LSG wird überwiegend als Mähwiese, teilweise mit Nachbeweidung, genutzt. Es ist durch zahlreiche kleine Gehölze gegliedert. Am Talgrund fließt der von vielen Quellgewässern und Nebensiepen gespeiste naturnahe Kesselbach, der auf weiten Strecken von Ufergehölzen gesäumt wird.

## Schutzzweck
Die Ausweisung erfolgte zur Sicherung und Erhaltung der natürlichen Erholungseignung und der Leistungsfähigkeit des Naturhaushaltes gegenüber den vielfältigen zivilisatorischen Ansprüchen an Natur und Landschaft. Das LSG dient der Ergänzung bzw. Pufferzonenfunktion der strenger geschützten Teile dieses Plangebietes durch den Schutz ihrer Umgebung vor Einwirkungen, die den herausragenden Wert dieser Naturschutzgebiete und Schutzobjekte mindern könnten und Sicherung der Kohärenz und Umsetzung des europäischen Schutzgebietssystems Natura 2000.

## Rechtliche Vorschriften
Wie in den anderen Landschaftsschutzgebieten vom Typ C im Stadtgebiet besteht im LSG ein Verbot, Bauwerke zu errichten. Vom Verbot ausgenommen sind Bauvorhaben für Gartenbaubetriebe, Land- und Forstwirtschaft. Die Untere Naturschutzbehörde kann Ausnahme-Genehmigungen für Bauten aller Art erteilen. Wie in den anderen Landschaftsschutzgebieten vom Typ B in Sundern besteht im LSG ein Verbot der Erstaufforstung und Weihnachtsbaum-, Schmuckreisig- und Baumschul-Kulturen anzulegen. Grünland und Grünlandbrachen dürfen nicht in Acker oder andere Nutzungen umgewandelt werden.